# Hilversum repülőtér
A Hilversum repülőtér (IATA: nincs, ICAO: EHHV) nemzetközi repülőtér Hilversumban, Hollandiában.